# Бучек, Ольгерд
Ольгерд Бучек (пол. Olgierd Buczek, 11 мая 1931, Варшава — 28 марта 2021, Варшава) — польский эстрадный певец.

## Биография
В детстве интересовался техникой, хотел стать инженером. Любил слушать марширующий по улицам оркестр и тогда почувствовал, что музыка тоже очень нравится. Чрезвычайно гордился своим отцом — офицером Войска Польского, доктором юридических наук.
Окончил среднюю музыкальную школу в Гданьске (вокальное отделение). Во время выступлений в Гданьске Варшавской оперетты был приглашен к сотрудничеству её директором Тадеушем Бурштыновичем, переехал в Варшаву (из-за трудностей с регистрацией жил в Воломине, откуда добирался до работы на ул. Пулавская). С 1956 года, после знакомства с Владиславом Шпильманом, он сотрудничал с Польским радио по архивным записям. Выступал на первых Праздниках песни в Ополье (в 1963, 1964, 1965), а также на Международном фестивале песни в Сопоте в 1963 году, где исполнил песню «Вечерняя трубка».
В его исполнении прозвучали, среди прочего, такие хиты, как: «Слишком поздно», «Черные глаза», «Ты живешь один?», «Варшавский возница», «Мадемуазель», «Не надо слов» (с оркестром Казимира Туревича). Он исполнил песню «Какое нам дело» в комедии Станислава Бареи «Муж своей жены» 1960 года по пьесе Ежи Юрандота «Муж Фолтысювны» (также написанной в 1960 году). Его гастроли прошли в Восточной Германии, СССР и Чехословакии. В СССР была выпущена грампластинка с песней в исполнении Бучека
После окончания своей сценической карьеры Ольгерд Бучек был практически забыт.
До своей кончины жил в варшавском районе Таргувек. Похоронен на Военном кладбище Повонзки.